# Zing
Zing, Zing.vn hay Cổng thông tin điện tử Zing là hệ thống dịch vụ, game online, thanh toán trực tuyến và thông tin giải trí đồng bộ trên Internet. Zing.vn bao gồm một loạt các dịch vụ tích hợp như âm nhạc Zing MP3, tin tức Zing News, mạng xã hội Zing Me...

## Dịch vụ hiện tại

### Zing MP3
Website cộng đồng âm nhạc trực tuyến Zing MP3 được ra mắt đầu tiên từ ngày 1 tháng 8 năm 2007, tích hợp hệ thống tìm kiếm công nghệ hiện đại, các robot sẽ tự động tìm kiếm những đường link có chứa nội dung âm nhạc trên một số website âm nhạc phổ biến tại Việt Nam, giúp người dùng chỉ cần vào mục tìm kiếm nhạc là có thể tìm kiếm nhạc từ nhiều nguồn khác nhau. Đồng thời còn cho phép người nghe, tải, nhúng vào blog hay gửi cho bạn bè những bài hát mình yêu thích.
Zing Music Awards là giải thưởng âm nhạc trực tuyến đầu tiên tại Việt Nam, được khởi động vào tháng 9 năm 2010 bởi Zing MP3. Giải thưởng ra đời nhằm ghi nhận và vinh danh những nghệ sĩ đã có nhiều đóng góp trên thị trường âm nhạc trực tuyến. Giải thưởng được tổ chức thường niên từ năm 2010 đến năm 2022.

### Zing News
Zing News là dịch vụ cung cấp tin tức với nhiều chuyên mục khác nhau. Trang Zing News từng bị phạt 37.5 triệu đồng vì đăng ký các nội dung thuộc 5 chuyên mục Xã hội, Tình yêu, Chuyện lạ, Chia sẻ, Hình sự không đúng với nội dung đã đăng ký trong giấy phép.
Vào ngày 14 tháng 7 năm 2023, Zing News bị Thanh tra Bộ Thông tin và Truyền thông tước giấy phép hoạt động trong 3 tháng kể từ ngày 14 tháng 7 năm 2023 và phạt hành chính tổng cộng 243,5 triệu đồng. Nguyên nhân là do Tạp chí điện tử Tri thức trực tuyến đã thực hiện không đúng tôn chỉ, mục đích ghi trong giấy phép hoạt động báo chí về tên miền và có đăng thông tin đăng, phát thông tin sai sự thật và quy kết tội danh khi chưa có bản án kết tội của tòa án. Đến ngày 4 tháng 12 năm 2023, Zing News đã hoạt động trở lại với tên gọi ZNews. Cùng với sự trở lại này, Tạp chí điện tử Tri thức trực tuyến đổi tên thành Tạp chí điện tử Tri thức.

## Dịch vụ cũ

### Zing Chat
Dịch vụ Zing Chat được ra mắt ngày 21 tháng 11 năm 2007, vốn là một phần mềm nhắn tin nhanh được "Việt hóa" và nâng cấp từ phần mềm Tencent QQ của Tencent. Với biểu trưng chim cánh cụt gốc từ Tencent QQ được thay thế bằng hai chú vịt mang tên Chat và Chit, phần mềm cung cấp hầu hết những tính năng như các mạng hội thoại trực tuyến khác, nhưng với giao diện và thông tin riêng phục vụ cho người dùng tại Việt Nam. Đồng thời, người dùng còn có thể tích hợp tài khoản MSN, Yahoo! Messenger, liên thông và truy cập bằng tài khoản của một số diễn đàn khác hoặc tài khoản của VinaGame.
Tuy nhiên, ít ngày sau khi ra mắt, Zing Chat nhận được rất nhiều phàn nàn từ người dùng và bị hàng loạt những tin nhắn bêu xấu lưu chuyển liên tục trên chương trình. Dịch vụ đã bị Tuổi trẻ Online xem là một thất bại thảm hại so với Yahoo! Messenger. Tuy nhiên vào năm 2009, Zing Chat đã đánh bại Yahoo! Messenger để trở thành phần mềm nhắn tin nhanh có nhiều người sử dụng nhất trên thị trường Việt Nam.
Dịch vụ sau đó đã chính thức ngừng hoạt động vào ngày 1 tháng 5 năm 2014.

### Zing Me
Zing Me là mạng xã hội hỗ trợ ngành game lớn ở Việt Nam, bắt đầu hoạt động từ tháng 8 năm 2009 với nhiều game như Siêu thị bạn bè, Khu vườn trên mây, Nông trại vui vẻ, Nhà hàng vui vẻ, Hàng Rong, Đảo Rồng,... Thống kê ước tính đạt hơn 1 triệu người dùng/tháng.
- Tháng 12/2009: Chạm mốc 4.000.000 người dùng/tháng.
- Cuối năm 2010: Ra mắt chiến lược Zing Open Platform giúp các ứng dụng/game tích hợp vào hệ sinh thái Zing Me.
- Tháng 10/2011: Ra mắt Zing Appstore với hơn 200 ứng dụng/game.
- Tháng 11/2011: Chương trình gây quỹ "Triệu kết nối đến Trường Sa" lập kỷ lục Việt Nam, bản đồ gắn nhiều ảnh đại diện nhất. Với hơn 101.828 ảnh đại diện và hơn 1.000.000 lời nhắn tới các chiến sĩ.
- Năm 2012-2013: Zing Me đạt các mốc:
  - 8.000.000 thành viên hoạt động/tháng.
  - 20.000.000 lượt truy cập/tháng.
  - 2.000.000 thành viên đăng ảnh/tháng.
  - 1.200.000 thành viên viết blog/tháng.
  - 5.000.000 nội dung được tạo/ngày.
- Tháng 7/2014: Ra mắt hệ thống nhiệm vụ, 5.000.000 game thủ tham gia hệ thống nhiệm vụ hàng tháng.
- Tháng 10/2014: Appstore cán mốc hơn 300 game đa dạng thể loại và hơn 1.000 sự kiện đến game thủ.
- Tháng 12/2014: Ra mắt Zing Me Shop với nhiều quà tặng hấp dẫn như thú bông, điện thoại, code game, Zing Xu,... Hơn 1.000.000 thành viên vào shop hàng tháng.
Mạng xã hội Zing Me được xem là nơi dễ các phần tử xấu lợi dụng để lừa đảo, phát tán mã độc hay đăng tải các nội dung tục tĩu, mất thuần phong mỹ tục.[9][10][11] Đội ngũ quản trị của trang này được cho là thiếu năng lực, quản lý yếu kém với các quy định lỏng lẻo.[12]
Tuy nhiên với sự đổ bộ của các mạng xã hội nước ngoài như Facebook, Instagram, Twitter hay Youtube. Zing Me không thể cạnh tranh được và hiện chỉ còn sống lay lắt. Qua những sự cố máy chủ của VNG, thông tin của người dùng chia sẻ lên Zing Me lần lượt bị xóa sạch khỏi database của VNG.
- Từ tháng 1/2020, Zing Me chính thức dừng hoạt động sau 10 năm.[13]

### Zing Star
Zing Star là một trang mạng xã hội dành cho những người yêu thích ca hát, là một trong những dịch vụ của cổng thông tin điện tử Zing.vn. Zing Star cung cấp công cụ hát karaoke trực tuyến. Cho phép người dụng lựa chọn ca khúc và thu âm trực tiếp qua đường truyền internet. Mỗi thành viên khi tham gia Zing Star được cấp cho một trang cá nhân, được xem như một nhà ảo lưu trữ tất cả các bài hát, các ca khúc do thành viên thể hiện sẽ được thành viên khác thảo luận, đánh giá, bình chọn. Zing Star còn cung cấp các công cụ hỗ trợ các thành viên giao lưu, kết bạn với nhau. Zing Star từng trở thành trang web hát karaoke trực tuyến có lượng truy cập cao nhất tại Việt Nam thời điểm năm 2008. 

### Dịch vụ khác
- Zing Deal là trang web thương mại điện tử dành doanh nghiệp và người tiêu dùng Việt Nam, đã ngưng hoạt động từ ngày 8 tháng 2 năm 2012.[14][15][16] Theo bà Trương Tố Linh, giám đốc một trang web kinh doanh hàng hoá thì Zing Deal không có thế mạnh về vận hành, quản lý đơn hàng, giao nhận, chăm sóc khách hàng.[17]
- Zing TV là trang tổng hợp video, show, hài kịch, phim truyền hình ra mắt năm 2012 cùng với Zalo trong dịp lễ kỷ niệm 5 năm thành lập Cổng thông tin điện tử Zing. Tháng 10/2022, Zing TV tạm dừng hoạt động trên mọi nền tảng, nhưng không có thông báo hay lí do rõ ràng.
- Zing Video đã đóng cửa vì không thể cạnh tranh với YouTube.[18]